# Streptopus streptopoides
Streptopus streptopoides är en liljeväxtart som först beskrevs av Carl Friedrich von Ledebour, och fick sitt nu gällande namn av Theodore Christian Frye och Rigg. Streptopus streptopoides ingår i släktet Streptopus och familjen liljeväxter.

## Underarter
Arten delas in i följande underarter:
- S. s. japonicus
- S. s. streptopoides

## Bildgalleri

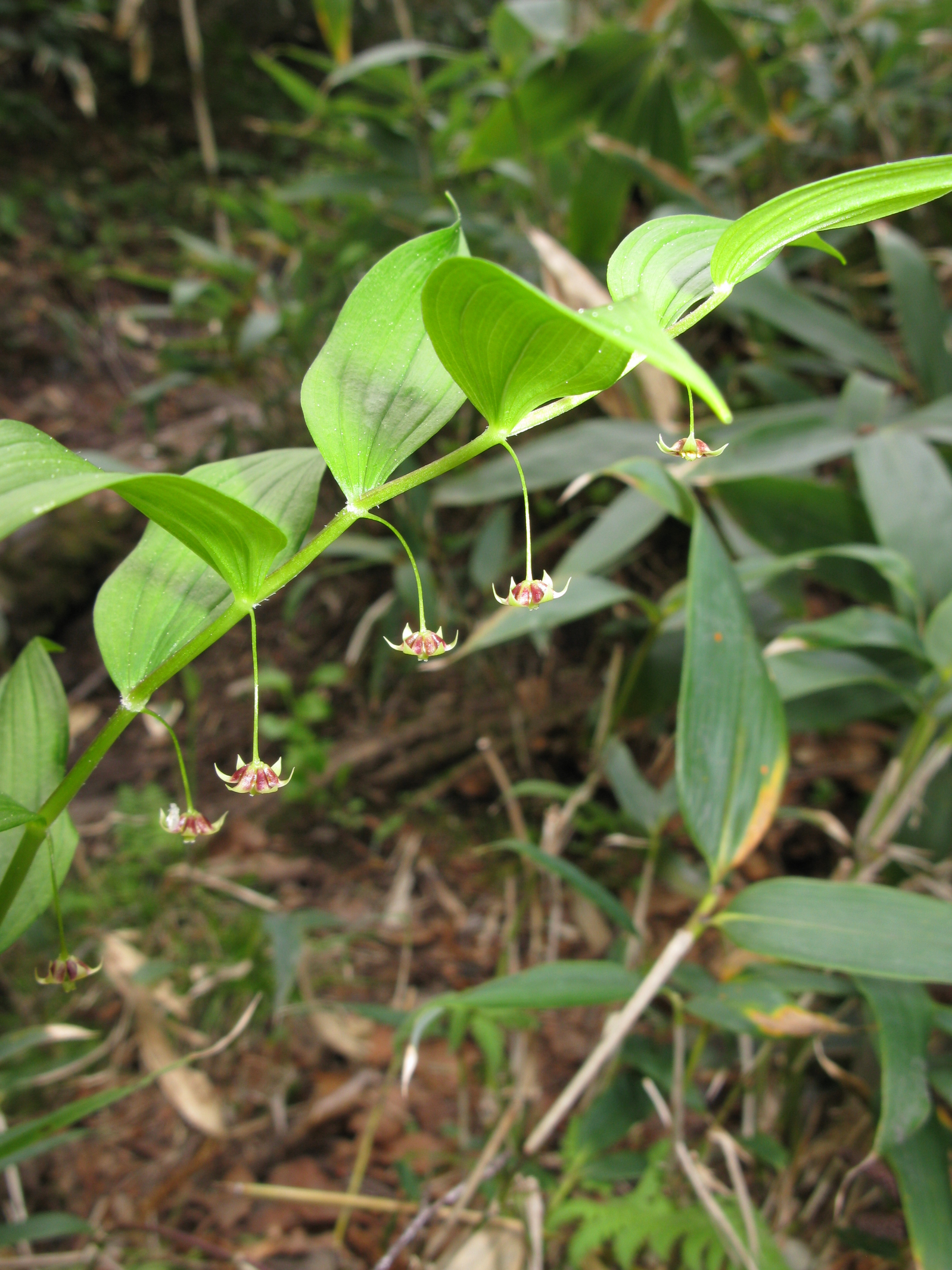
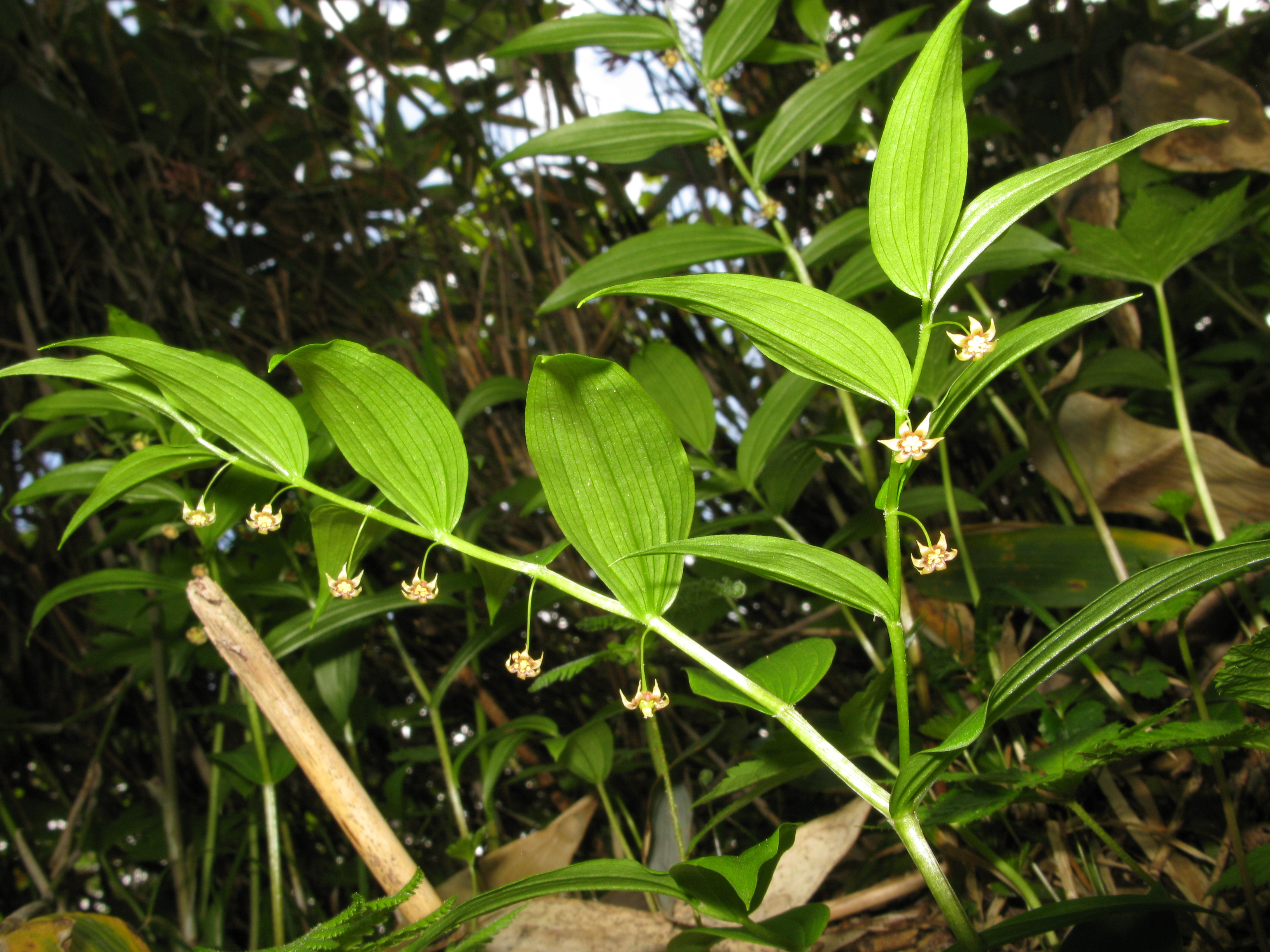
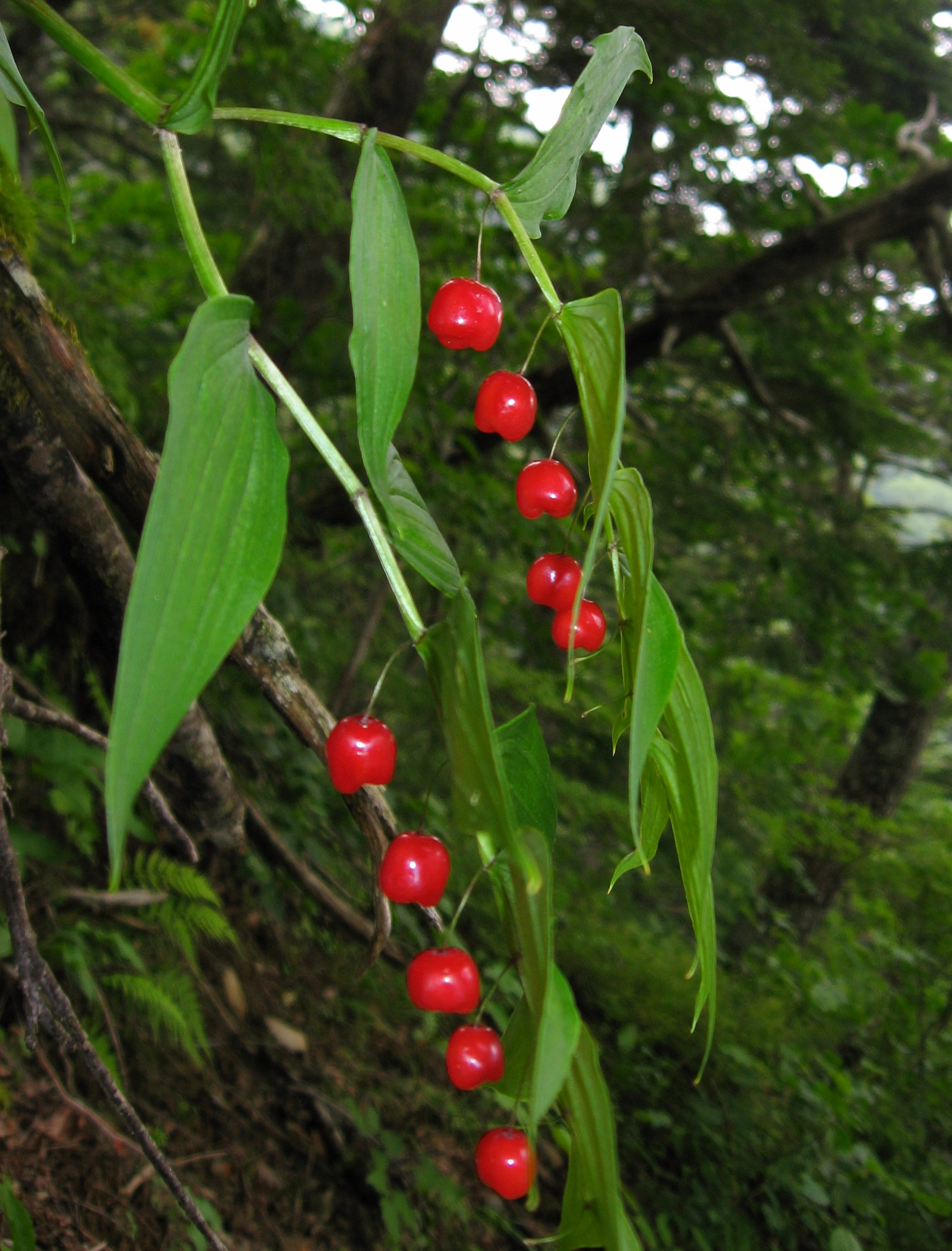